# ペルセポリスの選手一覧
ペルセポリスの選手一覧（ペルセポリスのせんしゅいちらん、List_of_Persepolis_F.C._players）は、ペルセポリスに所属した経験のある選手の一覧。

## GK
| - アハマド・レザ・アベドザデ - アリレザ・ハギギ - アミル・アベドザデ - アリレザ・ベイランヴァンド - モハマド・ハクプール - メフディ・マハダヴィキア - ヤフヤ・ゴルモハマディー - メフルダード・ミーナーヴァンド - ホセイン・カエビ - ラフマン・レザイー - ジャラール・ホセイニー - モフセン・ベンガル - ミチャエル・ウマニャ - モハンマド・レザー・ハーンザーデ - ラーミーン・レザーイヤーン - サデグ・モハラミ - ホセイン・カナーニ - ショジャー・ハリルザデー - モルテザ・プーラリガンジ 1. |

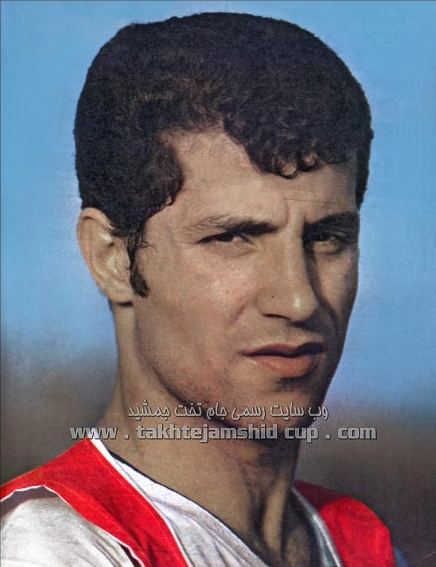
アリ・パルビンは ペルセポリスで341試合プレーしている